# Suonikylä

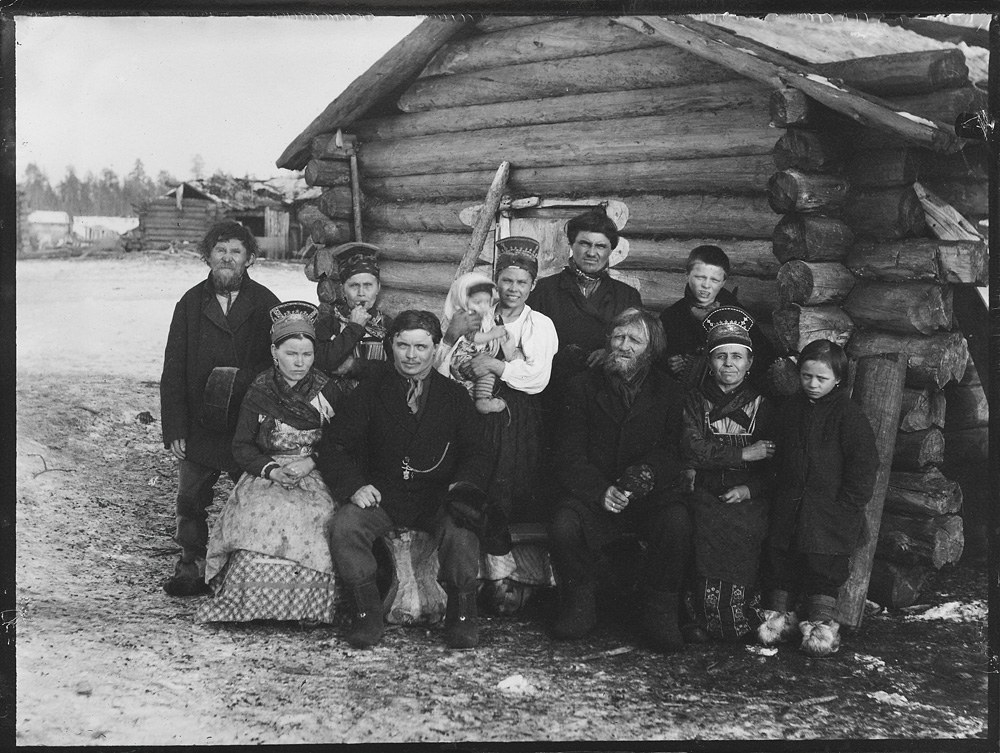
Den skoltsamiska familjen Sverdloff med flera i Suonikylä. Foto: Ellisif Wessel 1903

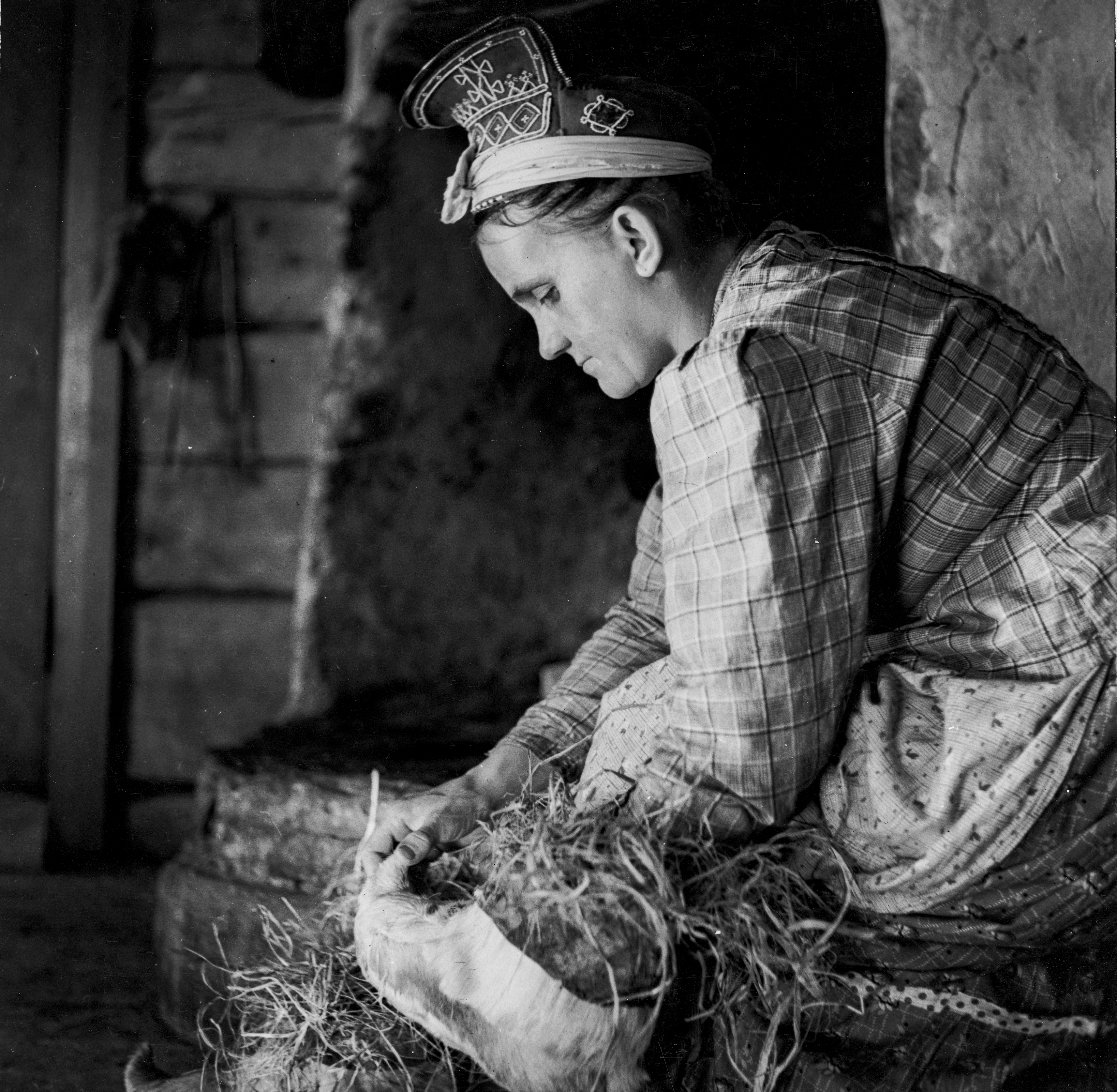
Skoltsamisk kvinna stoppar mjukt hö i skorna i Suonikylä, 1938

Suonikylä (ryska: Сонгельский погост, Сонгельск, Суоникюля, skoltsamiska: Suõʹnnʼjel) var ett skoltsamiskt vinterviste för Suõ'nnjel sijdd, i Petsamo i dåvarande Finland. Byns invånare samlades där under vintersäsongen.
Suõ'nnjel sijdd tillhörde Ryssland fram till år 1920, då merparten av dess område överfördes till Finland i och med Fredsfördraget i Tartu 1920. En ny vinterby byggdes på den finländska sidan av gränsen och gruppens medlemmar blev finländska medborgare. 
Byn förstördes under finska vinterkriget. I samband med fortsättningskriget evakuerades befolkningen i Suonikylä till Sevettijärvi i Enare kommun. Detta ledde till att skolternas tidigare säsongmässiga växlande mellan visten upphörde.
Byn hade 1921 159 invånare och som mest 1939 219 invånare.
Under vintern 1938 producerade Karl Nickul tillsammans med Kustaa Vilkuna och Eino Mäkinen filmen Suonikylän talvielämää/Vinter i Suenjel om befolkningen i Suonikylä.